# Juan Ramón Lodares
Juan Ramón Lodares (Madrid, 1 de gener de 1959 - Carretera de El Escorial a Guadarrama (M-600), 4 d'abril de 2005), fou un lingüista espanyol, deixeble del també filòleg i ex-sotsdirector de la RAE Gregorio Salvador.

## Biografia
Fou professor de la Universitat Autònoma de Madrid i autor de nombrosos treballs sobre la circumstància històrica, política i cultural de la llengua espanyola. Entre les seves obres més conegudes trobem El paraíso políglota, que va quedar com a finalista del "Premio Nacional de Ensayo" de l'any 2001. Va col·laborar periòdicament als principals mitjans de premsa espanyols, i fins i tot al programa 30 minuts de TV3, que sota el títol de "Castellà: 300 anys sense imposició" va fer un repàs de la persecució a la llengua catalana al Principat de Catalunya, a les Illes Balears, al País Valencià i al sud de França, arran d'unes controvertides paraules del rei Joan Carles I dient que "mai fou el castellà llengua d'imposició".
Lodares va fer unes afirmacions molt polèmiques al programa, assegurant que el castellà havia estat més acceptat històricament per la mateixa burgesia catalana que imposat des de Castella, que les llengües no calia conservar-les perquè no són "patrimonis culturals" i que les autoafirmacions nacionals de les minories condueixen "fatalment a la confrontació agressiva".
El jove professor va morir en accident de trànsit en abril de 2005, atropellat per un camió.

## Obres[2]
- El paraíso políglota (Taurus, 2000). Finalista del "Premio Nacional de Ensayo"
- Gente de Cervantes (Taurus, 2001)
- Lengua y patria (Taurus, 2002)
- El porvenir del español (2005)